# Beginenhof Amsterdam

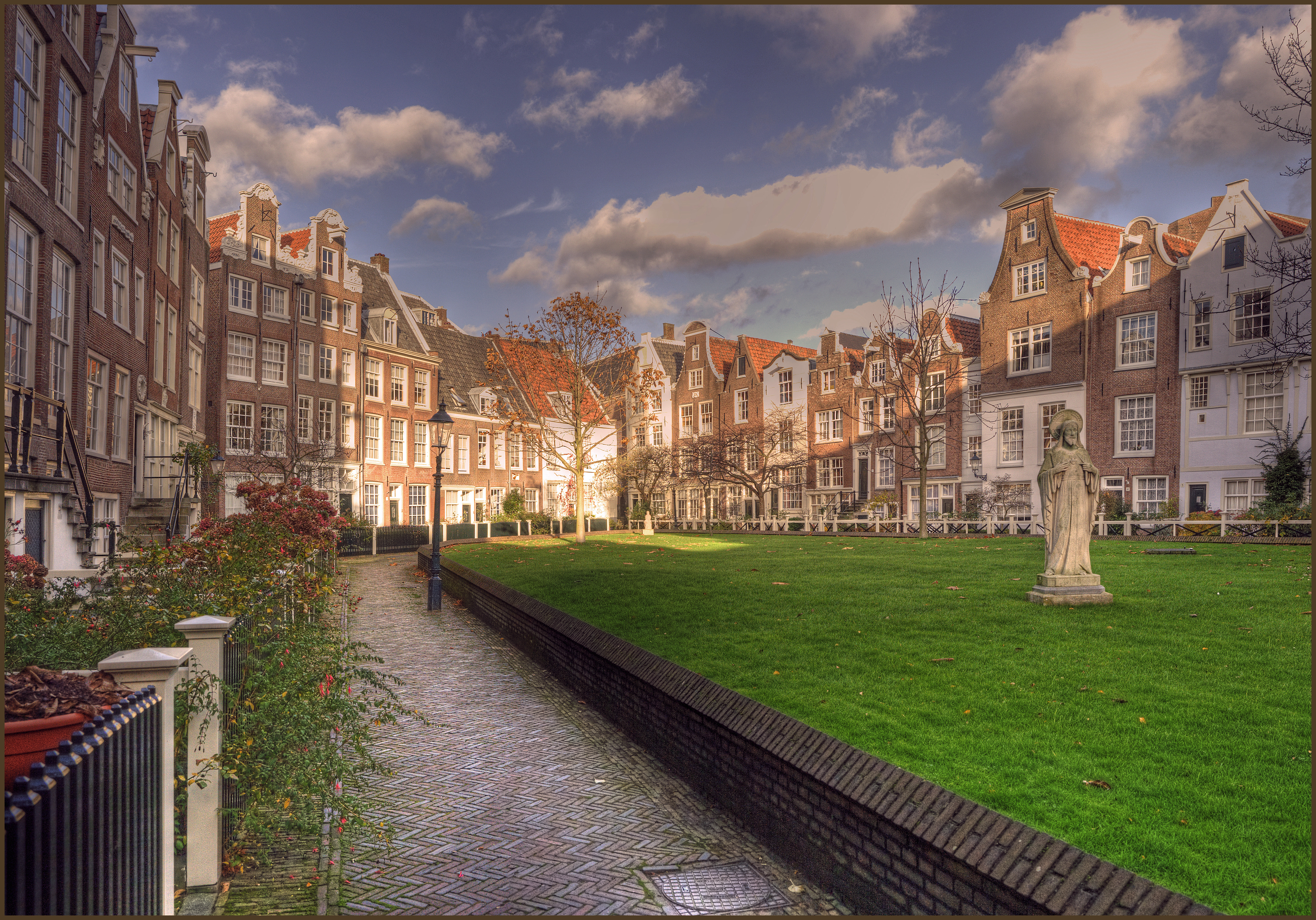
Beginenhof Amsterdam

Der Beginenhof Amsterdam (niederländisch Begijnhof Amsterdam) ist das einzige im mittelalterlichen Amsterdam gegründete Hofje und liegt innerhalb des Stadtgrabens Singel. Die Herz-Jesu-Statue im Innenhof stammt aus dem Jahr 1920 und ist ein Werk von Johannes Petrus Maas. Beginenhöfe sind in den Niederlanden selten; neben Amsterdam gibt es auch einen großen Beginenhof in Breda. Das Hofje in Amsterdam liegt fast einen Meter tiefer als der Rest der Innenstadt, auf dem Niveau der mittelalterlichen Straßen.

## Geschichte
Es ist unklar, wann der Beginenhof gegründet wurde. Im Jahr 1346 lebten die Beginen noch in einem Haus (in einer Urkunde aus diesem Jahr wird ein „beghynhuys“ erwähnt). Erst 1389 wurde der Beginenhof zum ersten Mal erwähnt (in einem Privilegienbrief). Ursprünglich war der Beginenhof vollständig von Wasser umgeben (dem Nieuwezijds Voorburgwal, der Straße Spui und dem Begijnensloot). Der einzige Zugang erfolgte durch ein kleines Tor am Begijnensteeg (mit einer Brücke über den Begijnensloot, die 1865 aufgrund von Vernachlässigung zugeschüttet wurde). Die hinteren Fassaden lagen also unmittelbar am Wasser. Der Eingang auf dem Spui besteht erst seit dem 19. Jahrhundert.
Der Beginenhof war kein gewöhnlicher Hof, denn er war kein von Privatpersonen gegründetes Altersheim. Es glich eher einem Kloster, obwohl die Beginen mehr Freiheiten hatten als Nonnen in einem Kloster: Die Beginen legten zwar ein Keuschheitsgelübde ab, konnten aber jederzeit den Hof verlassen und heiraten. Außerdem gibt es hohe, spezifisch Amsterdamer Stadthäuser (der Beginenhof ist der einzige Beginenhof, dessen Adresse der Name des Beginenhofs selbst ist), was den mehr oder weniger privaten Charakter des Beginenhofs unterstreicht. Hier gibt es keine kleinen, miteinander verbundenen Häuser, wie es für die meisten Hofjes üblich und charakteristisch ist. Es gibt 47 gewöhnliche Stadthäuser, jedes mit seinem eigenen Aussehen, die meisten mit Fassaden aus dem 17. und 18. Jahrhundert, aber die Häuser sind im Allgemeinen älter: Achtzehn von ihnen haben noch ein gotisches Fachwerk.
Das Hölzerne Haus (Houten Huys, Begijnhof 34) ist sehr bekannt. Dieses Haus aus der Zeit um 1528 hat steinerne Seitenwände und eine hölzerne Vorder- und Rückfassade mit einem charakteristischen mittelalterlichen Dachvorsprung. Vollständig aus Holz gebaute Häuser sind im alten Zentrum von Amsterdam nicht mehr zu finden. Lange Zeit galt es als das älteste noch existierende Holzhaus der Niederlande. Im Juni 2012 wurde in der Warmoesstraat entdeckt, dass sich hinter einer unscheinbaren Fassade aus dem 19. Jahrhundert ein Haus aus der Zeit um 1485 verbirgt, das damit etwa ein halbes Jahrhundert älter ist als das Haus am Begijnhof. Mit diesem „ältesten existierenden Haus in Amsterdam“ gibt es noch ein Haus aus dem 15. Jahrhundert in Amsterdam.
Der Platz verfügt über zwei Rasenbleichen, zwischen denen sich die Begijnhof-Kapelle befindet. Das alte Tor am Begijnensloot, das 1907 restauriert wurde, stammt aus dem Jahr 1574 und trägt einen Stein mit der Darstellung der Heiligen Ursula, der Schutzpatronin der Amsterdamer Beginen. Das Torhaus auf der Spui-Seite, das um 1725 erbaut wurde, wich 1907 dem heutigen Torhaus, das von dem Architekten Anton J. Joling entworfen wurde. Der Beginenhof enthält zahlreiche Giebelsteine, von denen die meisten einen deutlich römisch-katholischen Charakter haben.
Der Beginenhof war die einzige katholische Einrichtung, die nach der Änderung von 1578 bestehen blieb; andere katholische Kirchen und Einrichtungen wurden gewaltsam zum protestantischen Glauben bekehrt. Die Beginenhäuser befanden sich im Privatbesitz der Beginen selbst. Die katholische Kapelle musste jedoch unter dem Druck der protestantischen Behörden an die englischen Presbyterianer (reformierte Protestanten) abgetreten werden. Seitdem wird diese Kirche als Englische Kirche bezeichnet. Gegenüber dem Eingang der Kapelle baute der Architekt Philips Vingboons 1671 zwei Wohnhäuser zu unterirdischen römisch-katholischen Kirchen um: die St. Johannes- und die St. Ursula-Kapelle (die Schutzheiligen des Beginenhofs). Nachdem die Kapel ter Heilige Stede 1908 abgerissen wurde, wurde diese Kirche offiziell zur Wunderkirche.

## Einzelne Beginen
Die berühmteste Begine in der Geschichte des Beginenhofs ist Cornelia Arens, die am 14. Oktober 1654 starb (Geburtsdatum unbekannt, Professdatum 6. Juli 1621). Ihr letzter Wunsch war es, in der Gosse statt in der „entweihten“ Kapelle begraben zu werden. Der Legende nach wurde sie trotzdem in der Kapelle begraben, aber am nächsten Tag lag ihr Sarg in der Gosse neben der Kapelle (dies wiederholte sich zweimal). Sie wurde dann doch in der Gosse begraben. Nach einer anderen Version der Legende fand ihre Seele keine Ruhe und sie irrte nachts auf dem Hof umher, woraufhin sie schließlich in der Gosse begraben wurde.
Am 23. Mai 1971 starb die letzte Begine, Schwester Antonia, eigentlich Agatha Kaptein (geboren am 13. April 1887 in Akersloot), im Alter von 84 Jahren. Am 26. Mai wurde sie in der Schwesterngruft des römisch-katholischen Friedhofs St. Barbara in Amsterdam beigesetzt.
Bis zur Renovierung im Jahr 1979 verfügte der Beginenhof über 140 Wohnungen (davon ca. 110 Einzimmer- und ca. 25 Zweizimmerwohnungen), die von der gleichen Anzahl von Bewohnern bewohnt wurden. Nach der Renovierung gab es nur noch Zwei- und Dreizimmerwohnungen. Seitdem ist die Zahl der Einwohner konstant geblieben, nämlich 105.
Der Begijnhof ist einer der ältesten Amsterdamer Grachtengärten, die die Stadt noch hat.

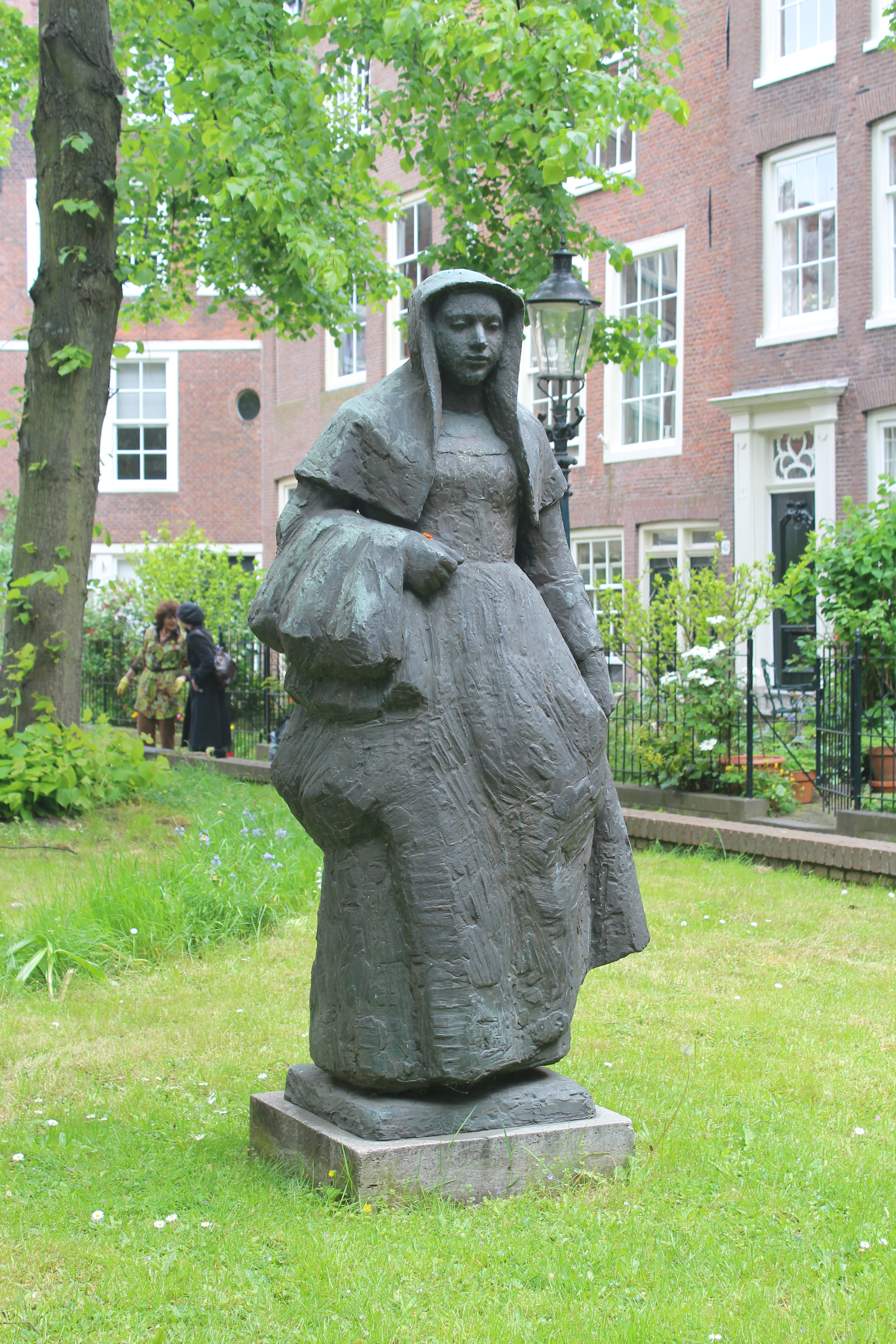
Statue einer Beginen-Nonne
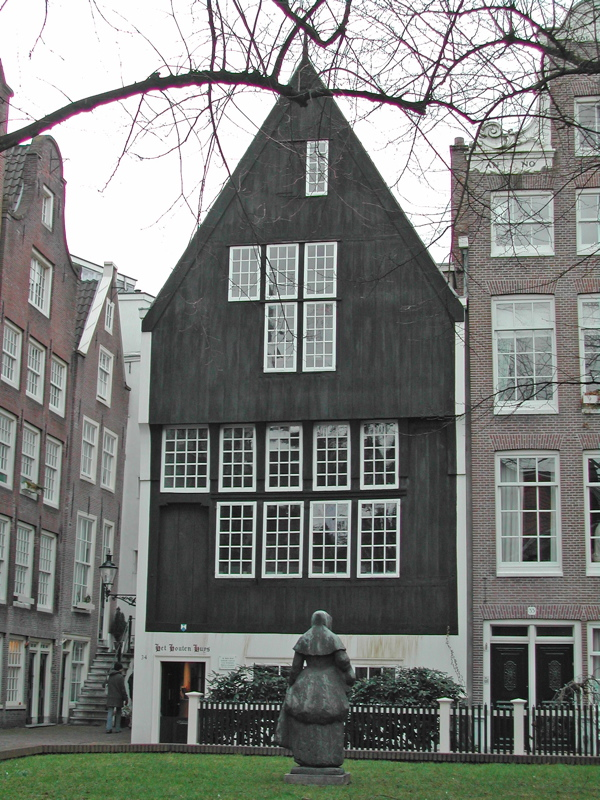
Das hölzerne Haus, Beginenhof 34
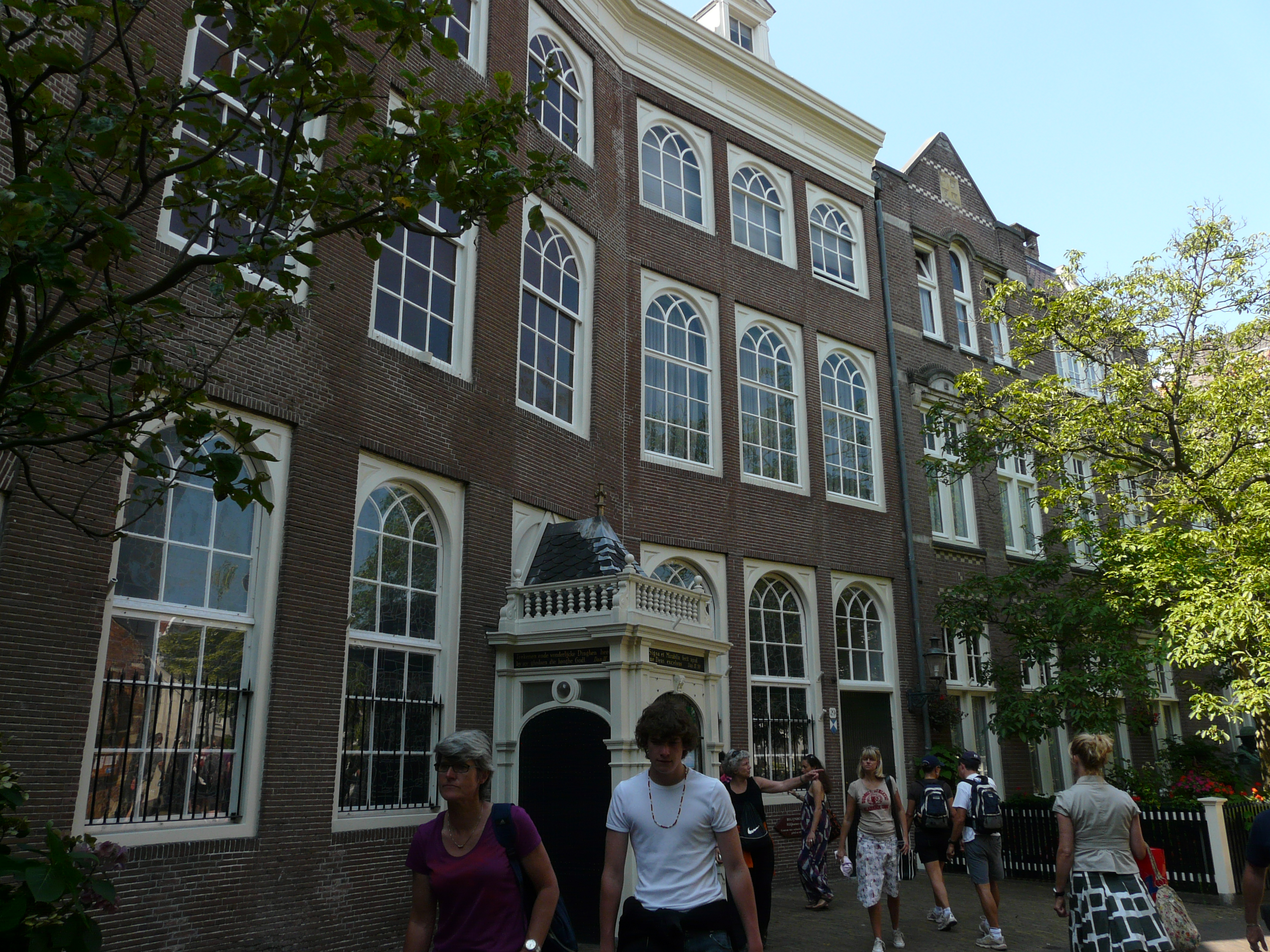
Die Beginenhof-Kapelle
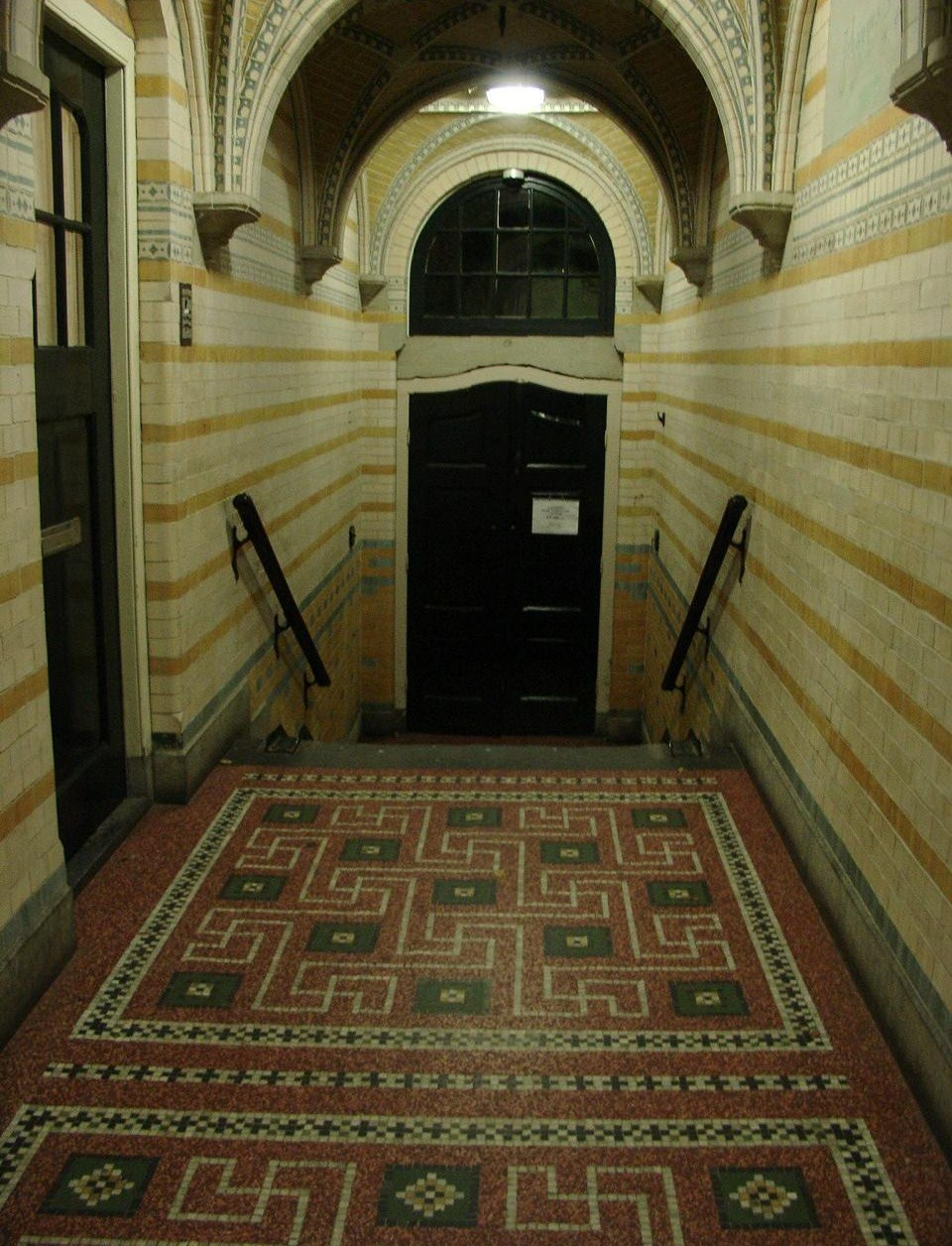
Eingangstor vom Spui aus
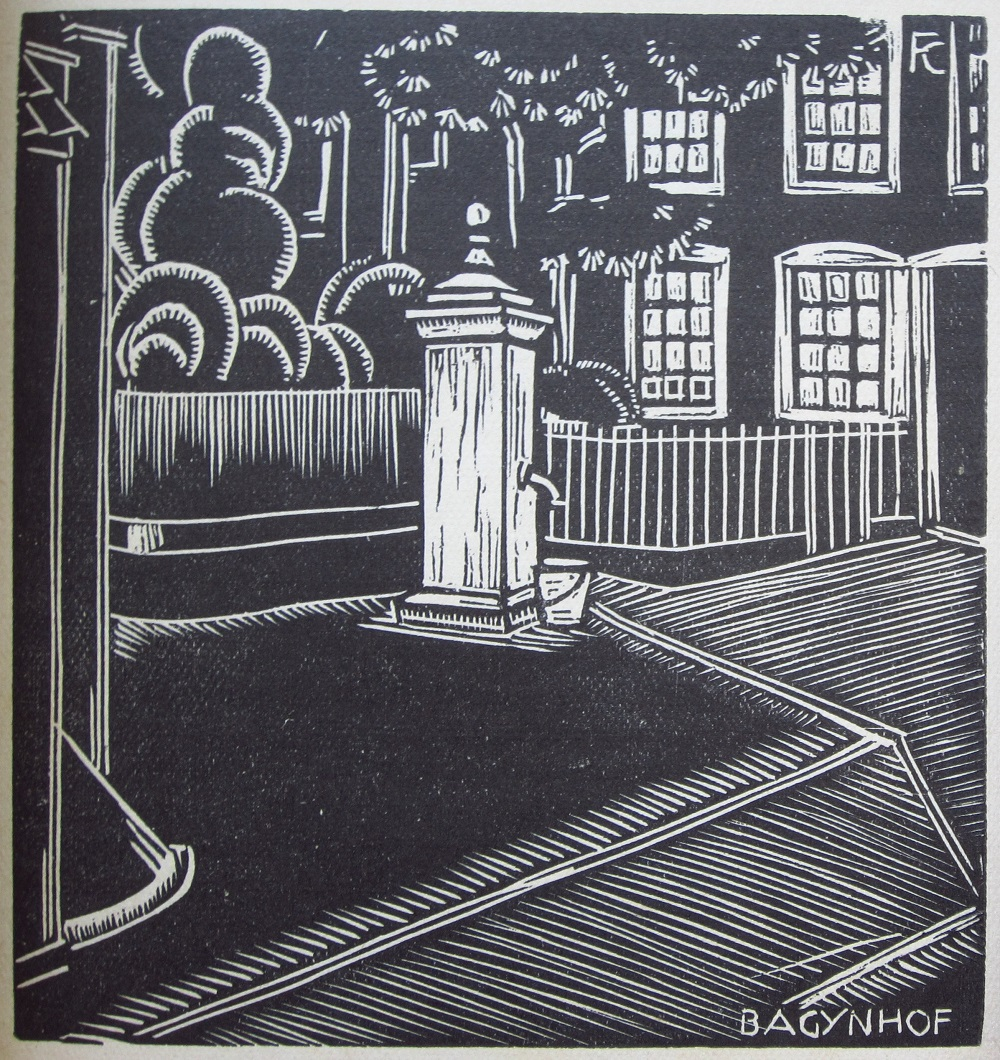
Bagynhof (1926) von Fré Cohen